# 大兵庫開拓団殉難者の碑

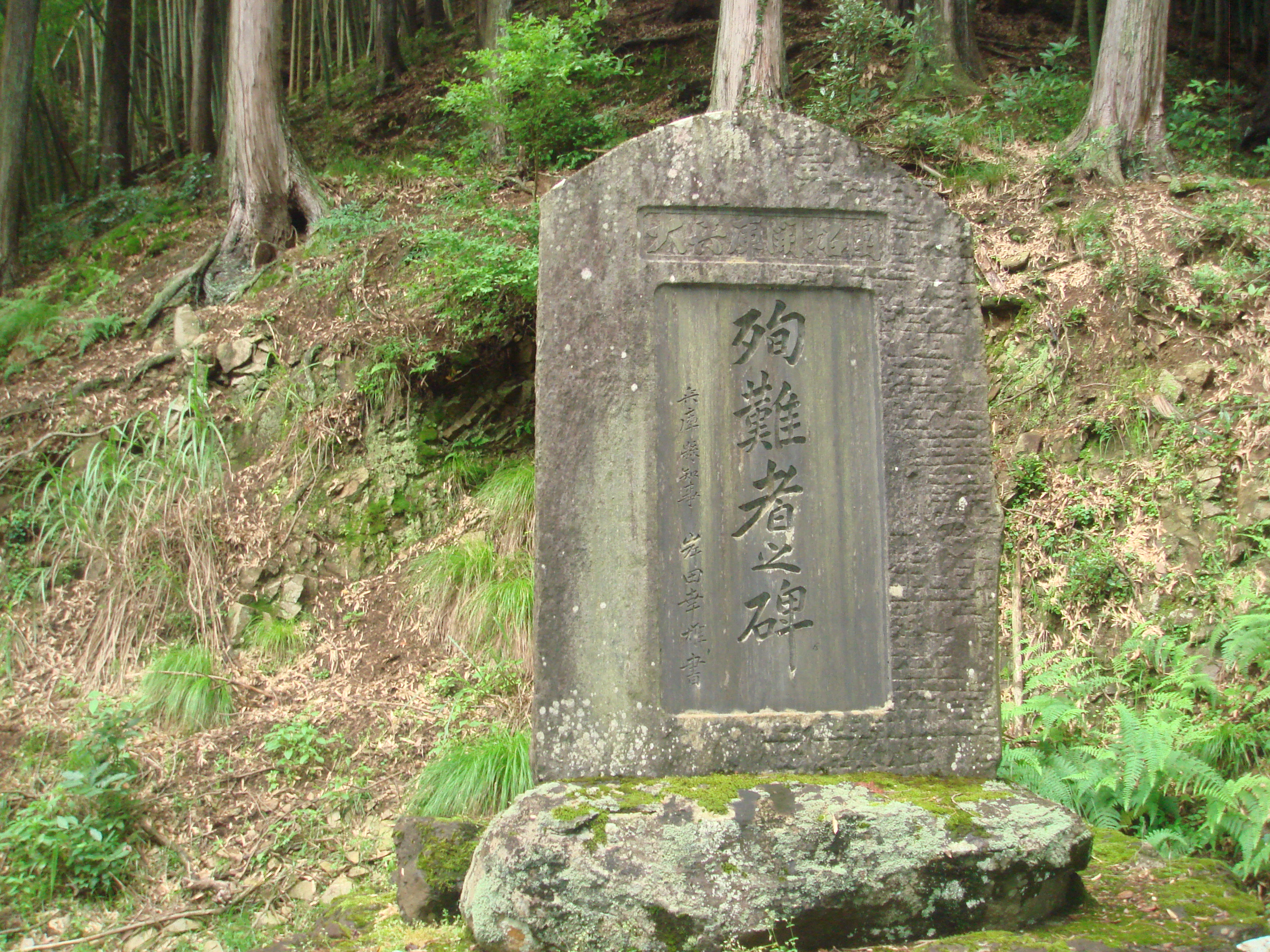
大兵庫開拓団殉難者の碑

大兵庫開拓団殉難者の碑（だいひょうごかいたくだんじゅんなんしゃのひ）は、兵庫県豊岡市但東町（旧・高橋村）の一宮神社にある石碑（慰霊碑）。
太平洋戦争末期の1945年（昭和20年）8月17日、満州国浜江省蘭西県北安村において、避難中に暴民の攻撃を受けホラン川に入水集団自決して死亡した「第13次大兵庫開拓団」298人をはじめとする、日本国外で死亡した開拓団員345人の慰霊碑である。1953年（昭和28年）5月に建立された。

## 大兵庫開拓団の概況
1942年当時の政府は、満州開拓政策第二期五か年計画を企図し、目的達成の為、編成選出を北但地区においては出石郡、美方郡農会を選出母体とした。たまたま1943年2月出石町に県農会主催興亜運動推進大会が開かれたのが契機となり、県当局、県農会の強力なる指導推進を受け、美方郡においては郡内連合編成となり、出石郡においては高橋村のみの単独編成選出となった。

## 年譜
1943年
- 9月27日 農林省より高橋村を皇国標準農村に指定し、単独分村による満州移民の送出を決議。

1944年
- 1月7日 先遣隊11名出発。
- 2月4日 補助先遣隊19名出発。
- 3月21日 本隊443名出発。

1945年
- 8月9日 ソ連対日参戦
- 8月17日 入水自決
- 8月18日 入水後救助された者86名、蘭西病院に軟禁。
- 9月5日 老幼婦女子60名ハルピン難民収容所に入る。
- 10月13日 男子42名ハルピン難民収容所に入る。

1946年
- 10月13日 119名が引き揚げ帰村。